# Илькино (Татарстан)
Илькино (тат. Илкә) — деревня в Менделеевском районе республики Татарстан. Входит в состав Старогришкинского сельского поселения.

## География
Деревня находится в 17 километрах к северо-западу от Менделеевска, расположено на реке Юрашка.
Илькино находится в часовой зоне МСК (московское время). Смещение применяемого времени относительно UTC составляет +3:00.

## История
Основана в XVIII веке. До 1860-х гг. жители относились к категории государственных крестьян. Основные занятия жителей в этот период – земледелие и скотоводство, были распространены плетение сетей, извоз.
В 1870-е гг. в деревне поселились русские крестьяне из Котельнического уезда Вятской губернии.
В 1880-х гг. здесь функционировали мектеб, мельница (владелец – Ш.Сундуков), хлебозапасный магазин.
До 1921 года деревня входила в Кураковскую волость Елабужского уезда Вятской губернии. С 1921 года находилась в составе Елабужского, с 1928 года — Челнинского кантона Татарской АССР. С 10 августа 1930 года находилась в Елабужском, с 10 февраля 1935 года — в Бондюжском, с 1 февраля 1963 года — в Елабужском, с 15 августа 1985 года — в Менделеевском районе.

## Население
По состоянию на 2002 год в деревне проживало 6 человек. На 2017 год проживало 2 человека (кряшены). 
| Численность населения |      |      |      |      |      |      |      |      |      |      |      |      |      |      |
| 1859                  | 1859 | 1887 | 1887 | 1920 | 1926 | 1938 | 1949 | 1958 | 1970 | 1979 | 1989 | 2002 | 2010 | 2017 |
| 78                    | 110  | 267  | 328  | 407  | 357  | 407  | 275  | 181  | 100  | 69   | 25   | 6    | 5    | 2    |